# 酒井忠純
酒井 忠純（さかい ただひさ、1886年（明治19年）8月25日 - 1964年（昭和39年）7月5日）は、昭和時代前期の銀行家、軍人、陸軍中尉・従七位、考古学研究家。荘内銀行初代頭取。庄内民俗学会会長、山形県文化財保護協会理事。幼名は徳太郎、号は松堂。

## 略歴
最後の藩主である酒井忠宝の長男として鶴岡郊外大宝寺村（現：鶴岡市）で生まれる。若い頃から考古学に興味を持ち、庄内各地を踏査し、史料収集につとめ、長年にわたり遺跡・遺物の調査と保存につとめた。その一方で、金融界でも活躍し、1939年（昭和14年）9月に菅實のあとを受け、六十七銀行頭取に就任し、41年4月には合併後の荘内銀行頭取に推され、44年10月まで在任し、48年10月までは会長を務めた。大日本帝国陸軍中尉。
1950年（昭和25年）の酒井忠良による(財)以文会（後の致道博物館）創設にあたってはこれに協力し、その後の発展に寄与。51年に行われた県内の考古学研究家による吹浦遺跡、玉川遺跡の学術調査では調査団の中心を担った。
1964年7月5日死去。享年77。鶴岡の大督寺に葬られる。

## 栄典
- 1910年（明治43年）3月11日 - 正八位[3]

## 妻子
- 妻・高子 ‐ 酒井忠篤_(庄内藩主)の三女
- 養嗣子：酒井忠惇（子爵松平親信二男）[4]
- 長女：喜久子（忠惇の妻）
- 次女：正子（佐治秀太郎の妻）
- 三女：喜美子（下平英夫の妻）
- 四女：時子（佐伯照明の妻）
- 五女：里子（武川潤平の妻）
- 六女：岸子（佐伯朝明の妻）
- 七女：喜佐子
- 八女：喜和子

## 著書

### 共著
- 『吹浦遺跡』